# Partido para o Socialismo e a Libertação
O Partido para o Socialismo e a Libertação (PSL) é um partido socialista dos Estados Unidos, fundado em 2004, após  a cisão entre membros da direção e da base do Partido Mundial dos Trabalhadores (WWP). O PSL lançou as candidaturas de Gloria La Riva e Leonard Peltier, para a eleição presidencial de 2020, e, para a eleição de 2024, novamente Gloria La Riva (com  Karina Garcia).

## História
O PSL foi fundado quando a célula de São Francisco e vários outros membros deixaram o Partido Mundial dos Trabalhadores em junho de 2004, anunciando que "a liderança do Partido Mundial dos Trabalhadores não é mais capaz de cumprir [a] missão" de construir o socialismo.

## Ideologia
O objetivo do partido é liderar uma revolução que abra o caminho para o socialismo, sob o qual um "novo governo do povo trabalhador" seria formado. O PSL propõe muitas mudanças radicais a serem implementadas por este governo. Na esfera política, todos os representantes eleitos poderiam ter seus mandatos revogados, garantindo liberdade de expressão para a classe trabalhadora (exceto nos casos de xenofobia ou preconceito e para impedir o restabelecimento do sistema capitalista) e a eliminação da influência corporativa na política. O programa do partido declara: "Alcançar o socialismo totalmente desenvolvido, uma meta que ainda não foi alcançada em lugar algum, abrirá o caminho para o comunismo e o fim da sociedade de classes".
No que diz respeito à economia, o PSL proibiria, entre outras medidas, a exploração do trabalho para lucro privado, implementaria uma jornada de trabalho de 30 horas semanais e erradicaria a pobreza através da introdução de uma garantia básica de renda. O PSL concederia o direito de autodeterminação e independência ao que considera nações oprimidas dos Estados Unidos, como Porto Rico, Samoa Americana, Guam, as Ilhas Virgens e as Ilhas Marianas, às quais considera colônias. Também garantiria o direito à autodeterminação a povos oprimidos vivendo dentro dos Estados Unidos, como afro-americanos, porto-riquenhos e outras minorias latinas, asiáticos, povos nativos americanos e havaianos e moradores das Ilhas do Pacífico.[carece de fontes?]
Historicamente, o PSL tem uma visão majoritariamente positiva da União Soviética, descrevendo a Revolução de Outubro como "o maior evento que modelou a política global no século XX". O PSL reconhece que a nova política econômica de Vladimir Lenin levou "a uma repolarização das classes sociais, especialmente no campo". O PSL culpa as reformas iniciadas por Mikhail Gorbachev pela queda da União Soviética. Eugene Puryear, o candidato do partido a vice-presidente em 2016, foi empregado pela rádio estatal russa Sputnik imediatamente após as eleições.
O PSL apoia o regime comunista de Cuba e lamentou a morte do ex-presidente cubano Fidel Castro. Embora tenha criticado o governo chinês, o PSL reconhece as contribuições da China ao socialismo e à luta anti-imperialista e vê positivamente a Revolução Chinesa. O PSL também apoia a Revolução Bolivariana na Venezuela. O partido endossou atividades que pediam a libertação dos Cinco Cubanos — presos por espionagem nos Estados Unidos e considerados presos políticos por apoiadores — e pedia a extradição de Luis Posada Carriles dos Estados Unidos.
O PSL manifestou solidariedade com o Nepal após a derrubada da monarquia e a eleição de 2008 de Pushpa Kamal Dahal.
Na tradição leninista, o PSL apoia o direito das nações à autodeterminação. Condena abertamente Israel e seu papel no Oriente Médio. O PSL liderou manifestações contra a invasão israelense do Líbano em julho de 2006 e apoia o direito de retorno dos palestinos.
O PSL coopera com outras organizações nos Estados Unidos no movimento anti-guerra e é membro do comitê diretor da coalizão Act Now to Stop War and End Racism Coalition (A.N.S.W.E.R.). Como um dos membros mais ativos da coalizão, o PSL ganhou notoriedade por estabelecer laços com grupos árabes e muçulmanos estadunidenses, como a American Moslem Society, Al-Awda e o American-Arab Anti-Discrimination Committee. O PSL defende o fim da presença militar dos Estados Unidos no Iraque, Afeganistão e Síria e o fechamento de todas as bases militares estrangeiras dos Estados Unidos.

## Publicações
A principal publicação do partido é o jornal mensal Liberation News, que substituiu uma revista trimestral, Socialism and Liberation. O PSL descreve sua perspectiva política, incluindo sua avaliação da atual situação internacional e doméstica, no panfleto Quem somos, o que defendemos. O partido também possui sua própria editora, PSL Publications, através da qual publicou vários livros, como Socialists and War: Two Opposing Trends [Socialistas e Guerra: Duas Tendências Opostas], pelos membros Mazda Majidi e Brian Becker e um e-book lançado pela Amazon, intitulado A Woman's Place Is in the Struggle [O lugar da mulher é na luta], pelos membros Ana Maria Ramirez, Anne Gamboni, Gloria La Riva e Liz Lowengard. A editora do PSL está sediada em São Francisco, Califórnia.

## Desempenho dos candidatos presidenciais
| Ano  | Candidato presidencial / candidato a vice-presidente | Votos populares | Percentagem | Votos eleitorais |
| ---- | ---------------------------------------------------- | --------------- | ----------- | ---------------- |
| 2008 | La Riva, Gloria / Eugene Puryear                     | 6.818           | 0,01%       | 0 0              |
| 2012 | Peta Lindsay / Yari Osório                           | 7.791           | 0,01%       | 0 0              |
| 2016 | La Riva, Gloria / Eugene Puryear                     | 74.392          | 0,05%       | 0 0              |
| 2020 | Gloria La Riva / Leonard Peltier                     | -               | -           |                  |